# 1978 في بلجيكا
فيما يلي قوائم الأحداث التي وقعت خلال عام 1978 في بلجيكا.

## رياضة
- 21 مايو – جائزة بلجيكا الكبرى 1978 الفائز ماريو أندريتي.
- 2 يوليو – جائزة بلجيكا الكبرى للدراجات النارية 1978

## مواليد

### يناير
- 24 يناير – فيرل بايتينز ممثلة بلجيكية.

### فبراير
- 2 فبراير – أوليفييه موتيس لاعب كرة مضرب فرنسي.
- 7 فبراير – دانييل فان بويتن لاعب كرة قدم بلجيكي.
- 16 فبراير – تيا هيلبوت منافِسة أوليمبية بلجيكية.

### أبريل
- 11 أبريل – توم كالوي لاعب كرة قدم بلجيكي.

### يونيو
- 3 يونيو – جيل إلسينير لاعب كرة مضرب بلجيكي.
- 28 يونيو – برنت تايس لاعب كرة قدم بلجيكي.

### يوليو
- 4 يوليو – إيميل مبينزا لاعب كرة قدم بلجيكي.
- 10 يوليو – توماس فان دن شبيغل لاعب كرة سلة بلجيكي.

### أغسطس
- 5 أغسطس – كيم جيفايرت رياضية بلجيكية.
- 9 أغسطس – ويسلي سونك لاعب كرة قدم بلجيكي.

### أكتوبر
- 31 أكتوبر – فيليب دايمز لاعب كرة قدم بلجيكي.

### ديسمبر
- 15 ديسمبر – كريستوف روخوس لاعب كرة مضرب بلجيكي.
- 16 ديسمبر – رويل مورس لاعب كرة سلة بلجيكي.

## وفيات

### يناير
- 1 يناير – جان كلايسينز (مواليد 1908) لاعب كرة قدم بلجيكي.
- 13 يناير – جيرمان ديريك (مواليد 1929) درّاج طريق بلجيكي.

### أكتوبر
- 9 أكتوبر – جاك بريل (مواليد 1929)

### ديسمبر
- 24 ديسمبر – ريموند براين (مواليد 1907) لاعب كرة قدم بلجيكي.